# Малый Яр
Ма́лый Яр (до 1948 года Ма́лый Косте́ль; укр. Малий Яр, крымскотат. Küçük Köstel, Кучюк Косьтель) — исчезнувшее село в Черноморском районе Республики Крым, располагавшееся на западе района, в балке Малый Костель на берегу бухты Малый Костель Каркинитского залива Чёрного моря, примерно в 7,5 километрах севернее современного села Оленевка.

## История
Первое документальное упоминание сёл встречается в Камеральном Описании Крыма… 1784 года, судя по которому, в последний период Крымского ханства Кучук Косенли входил в Тарханский кадылык Козловскаго каймаканства. Видимо, во время присоединения Крыма к России население деревни выехало в Турцию, поскольку в ревизских документах конца XVIII — первой половины XIX веков не встречается. После создания 8 (20) октября 1802 года Таврической губернии, Малый Костель территориально находился в составе Яшпетской волости Евпаторийского уезда. Военные топографы, в свою очередь, отмечали брошенное поселение на картах: в 1817 году деревня обозначена, как просто Кастель без указания числа дворов, на карте 1842 года обозначены развалины деревни Кучук-Костель.
Вновь, в доступных источниках, поселение встречается в Списке населённых пунктов Крымской АССР по Всесоюзной переписи 17 декабря 1926 года, согласно которому на хуторе Костель Малый, Кунанского сельсовета Евпаторийского района, числился 1 двор, население составляло 4 человека, все украинцы. Согласно постановлению КрымЦИКа от 30 октября 1930 года «О реорганизации сети районов Крымской АССР», был восстановлен Ак-Мечетский район (по другим данным 15 сентября 1931 года, хутор включили в его состав.
С 25 июня 1946 года Малый Костель в составе Крымской области РСФСР. Указом Президиума Верховного Совета РСФСР от 18 мая 1948 года, Малый Костель переименовали в Малый Яр. 26 апреля 1954 года Крымская область была передана из состава РСФСР в состав УССР. Ликвидирован до 1960 года, поскольку в «Справочнике административно-территориального деления Крымской области на 15 июня 1960 года» селение уже не значилось (согласно справочнику «Крымская область. Административно-территориальное деление на 1 января 1968 года» — в период с 1954 по 1968 годы, как посёлок Окунёвского сельсовета).